# Herent (Neerpelt)

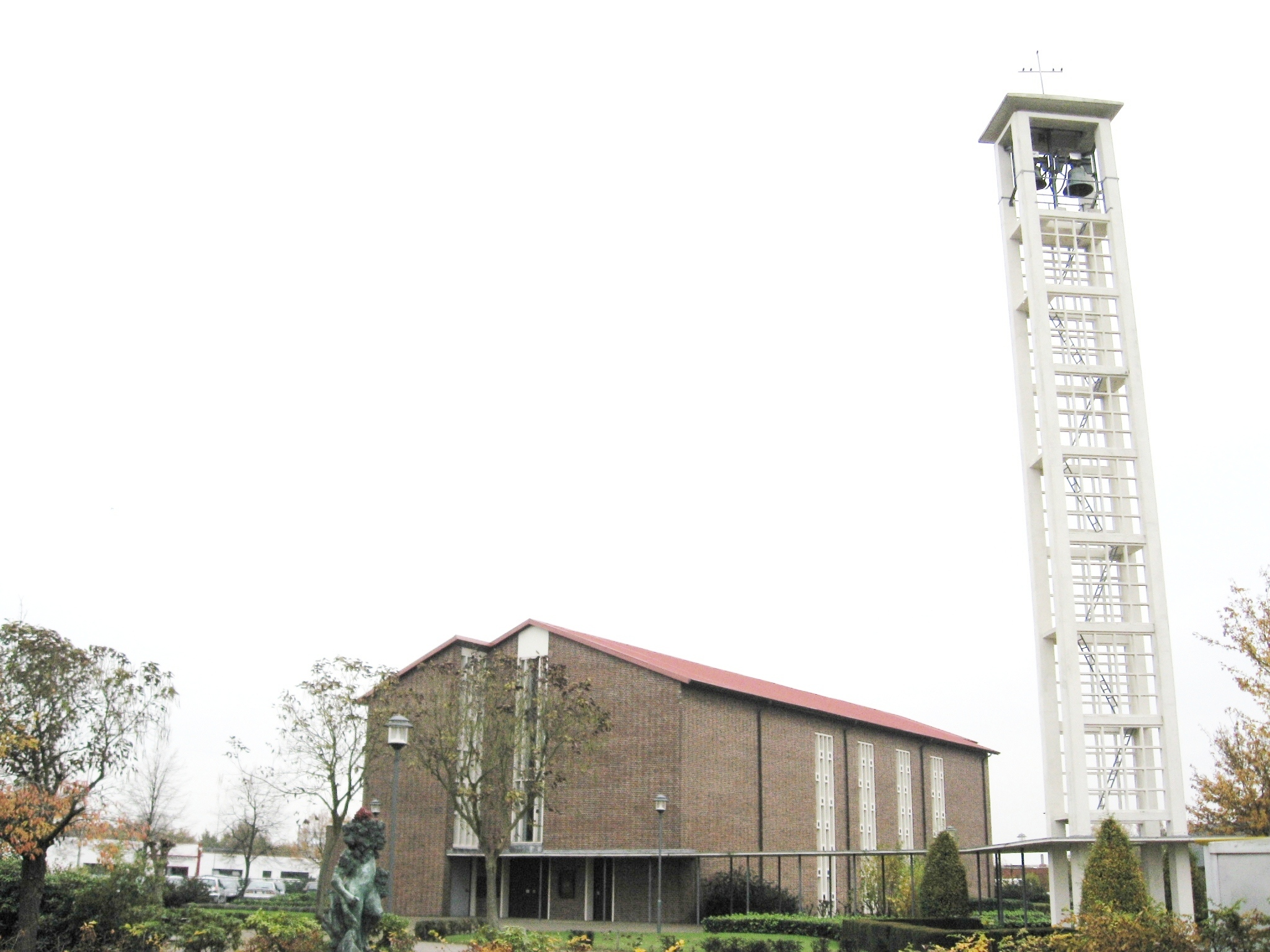
Sint-Willibrorduskerk

Herent (Limburgs: Hent), of Het Herent is een parochie binnen de gemeente Pelt. Hier zou Willibrordus in de 8e eeuw al een kapel hebben gebouwd. Het bevindt zich enkele kilometers ten zuidoosten van Overpelt, tussen de riviertjes Dommel en Prinsenloop.
Vroeger bestond Herent vooral uit landbouwbedrijven, maar later kwamen er ook nieuwe woonwijken.

## Bezienswaardigheden
- Urnenveld De Roosen aan de Romeinse Dijk. Dit grafveld dateert van 800-600 v.Chr. en bevatte 130 graven. Van 1959-1964 zijn hier opgravingen verricht.
- De Willibrorduskapel bevindt zich aan de Winterdijk (vroegere Breughelstraat). Deze tussen twee linden gelegen kapel heeft een 14e-eeuws koor en een 18e-eeuwse zoldering.In 1928 werd ze vergroot. Er is een barokaltaar uit 1695 en nog een ander, eveneens uit de 17e eeuw. Een rococo-biechtstoel en een klassicistische preekstoel zijn er te vinden. Er is een Sint-Willibrordusbeeld uit de 18e eeuw en een schilderij uit de 17e eeuw, dat de Vlucht naar Egypte verbeeldt.
- Het Heemmuseum Nederpeelt bevindt zich in de Willibrorduskapel. Het wordt beheerd door de plaatselijke heemkundekring Heemkring Neerpelt en bevat voorwerpen die betrekking hebben op Neerpelts verleden. Ook worden er urnen die afkomstig zijn uit het urnenveld De Roosen tentoongesteld. Daarnaast organiseert men hier wisselende tentoonstellingen.
- Sint-Willibrorduskerk uit 1961, met vrijstaande toren, gebouwd door architectengroep Gamma uit Hasselt. Deze moderne zaalkerk heeft enkele moderne glas-in-loodramen waardoor gekleurd licht op het altaar valt. Er is een opvallende Kruisweg in de vorm van een langgerekt tegeltableau en een doopvont uit 1964, van Italiaans marmer, door beeldhouwer Beirens uit Hasselt. In deze kerk bevindt zich ook het uit de kapel afkomstige Sint-Antoniusbeeld uit 1834. De heilige Antonius wordt in deze kerk vereerd. De kerk bezit een anoniem schilderij, mogelijk uit de 17e eeuw, dat het afscheid van Thomas More van zijn dochter Margaretha voorstelt.

## Natuur en landschap
Ten zuidoosten van Herent strekt zich een halfopen landschap uit met houtwallen, weiden. en stukjes naaldbos.
Verder naar het oosten en ten zuiden van Sint-Huibrechts-Lille ligt de Kolisheide. Deze voormalige heide is beplant met naaldbos. De Kolisloop en de Dorperloop doorsnijden het gebied. Tegenwoordig laat men de beplanting meer natuurlijk worden, zodat loofhout een kans krijgt. Mannetjesereprijs, Boswalstro en Gagel zijn er te vinden. Door dit gebied loopt een fietspad en bij de ingang bevindt zich een uitkijktoren.
Er zijn in de natuurgebieden rond Herent een aantal wandelroutes uitgezet. Daarnaast wordt Herent aangedaan door diverse fietsroutes zoals de Landbouwroute en de Neerpelt Fietsroute.

## Nabijgelegen kernen
Sint-Huibrechts-Lille, Overpelt, Boseind, Kleine-Brogel
Deelgemeenten: Neerpelt · Overpelt · Sint-Huibrechts-Lille

Overige kernen: Boseind · Grote Heide · Haspershoven · Heesakker · Herent · Holheide · Lindelhoeven · Overpelt-Fabriek

Belgische gemeenten · Arrondissement Maaseik · Limburg · Vlaanderen